# Halimocnemis glauca
Halimocnemis glauca är en amarantväxtart som beskrevs av Carl Anton von Meyer. Halimocnemis glauca ingår i släktet Halimocnemis och familjen amarantväxter. Inga underarter finns listade i Catalogue of Life.